# Siegfried A. Fruhauf

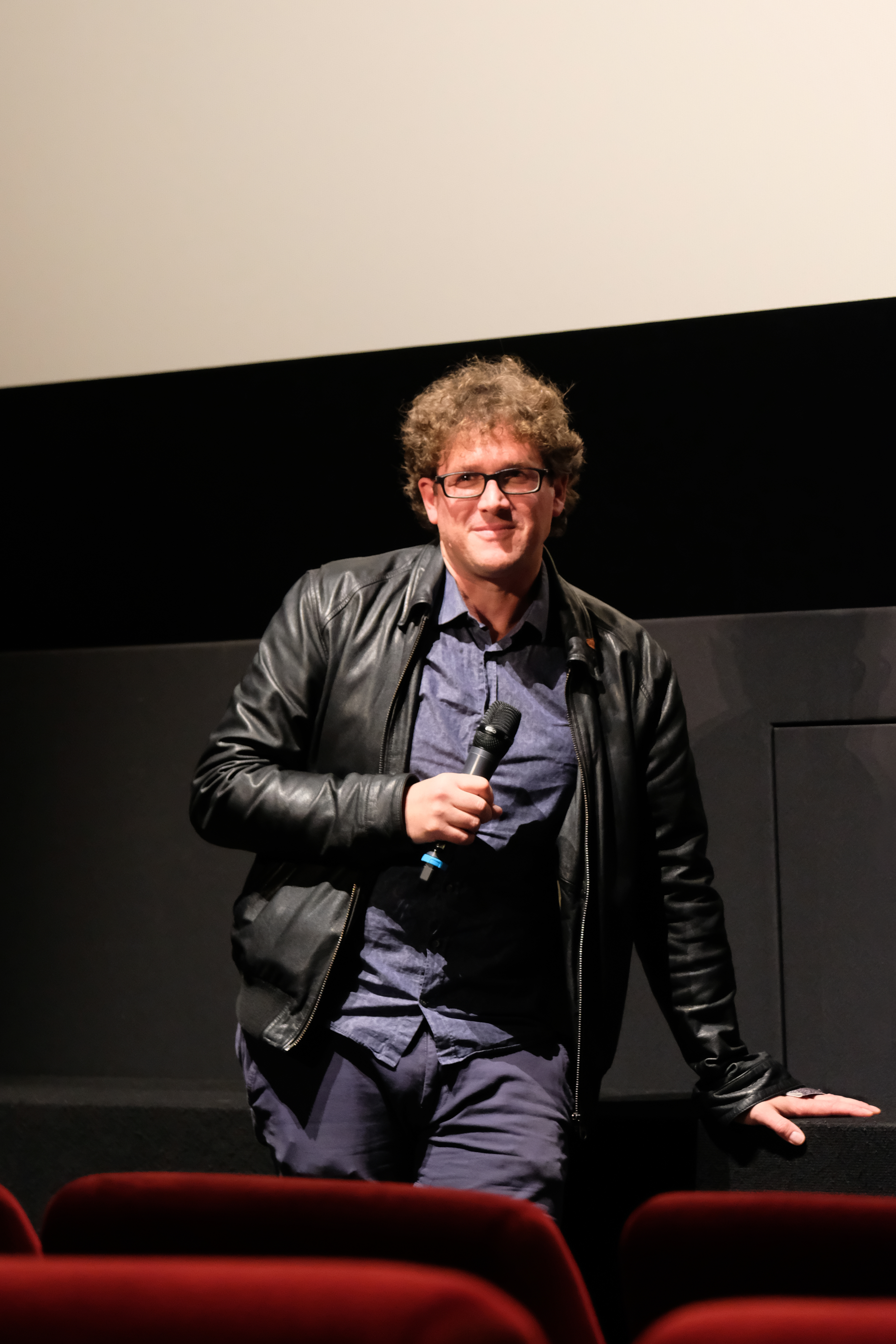
Siegfried A. Fruhauf während des Underdox-Festivals 2021

Siegfried Alexander Fruhauf (* 24. März 1976 in Grieskirchen) ist ein österreichischer Filmschaffender.

## Leben
Der in Grieskirchen geborene Siegfried A. Fruhauf wuchs auf einen Bauernhof in der österreichischen Gemeinde Heiligenberg auf. Nachdem er zwischen 1991 und 1994 eine Ausbildung zum Industriekaufmann absolvierte, orientierte er sich danach um und studierte an der Universität für künstlerische und industrielle Gestaltung Linz experimentelle visuelle Gestaltung. Das Studium schloss er 2004 mit der Diplomarbeit ab. Im Jahr 1999 veröffentlichte er den Kurzfilm Höhenrausch. Im darauffolgenden Jahr lief der Film bei der Diagonale und wurde dort mit dem Diagonale-Preis der Jugendjury als bester Nachwuchsfilm ausgezeichnet. 2001 wurde der Film beim Sundance Film Festival gezeigt. Mit der Videoarbeit Structural Filmwaste. Dissolution 1 war Siegfried A. Fruhauf 2003 Teilnehmer bei den Internationalen Filmfestspielen von Venedig. Im Jahr 2006 erschien der erste Teil der Filmsammlung Der österreichische Film mit 50 DVDs und auf der elften DVD, welche den Titel Recycling Film History trägt, wurde auch der Film Mirror Mechanics veröffentlicht. Seine Welturaufführung feierte Mirror Mechanics 2005 beim Cannes Film Festival in der Sektion Semaine de la critique. Im Jahr 2008 veröffentlichte er den Kurzfilm Night Sweat, welcher unter anderem auf dem International Film Festival Rotterdam, dem CPH:DOX und der Viennale gezeigt. Seit 2009 hat er einen Lehrauftrag für Experimentalfilm an der Universität für künstlerische und industrielle Gestaltung Linz. Zudem hielt er Gastvorträge an der Universität für angewandte Kunst Wien oder am Crawford Art College in der irischen Stadt Cork.
Im Jahr 2013 veröffentlichte Siegfried A. Fruhauf den Kurzfilm Exterior Extended, welcher in der Folge unter anderem auf dem International Film Festival Rotterdam und dem New York Film Festival gezeigt wurde. Zudem wurde der Film auch beim Internationales Dokumentarfilmfestival Jihlava aufgeführt und wurde dort 2013 als „Best Experimental Documentary“ ausgezeichnet. Sein zwei Jahre später veröffentlichter Kurzfilm Vintage Print wurde in der Sektion Berlinale Shorts bei der Berlinale 2016 gezeigt. Zudem wurde der Film auch auf den Vienna Independent Shorts gezeigt und dort konnte er 2016 für dieses Werk den ASIFA Austria Award gewinnen. Zwei Jahre später bekam Siegfried A. Fruhauf vom damaligen Kulturminister Gernot Blümel den Österreichischen Kunstpreis für Film verliehen. Im Jahr 2019 veröffentlichte er den Film Thorax. Dieser wurde unter anderem auf dem Edinburgh International Film Festival, der Diagonale und der Viennale gezeigt. Zudem erhielt er 2020 für den Film bei den Vienna Shorts den Preis der Jugendjury als bester österreichischer Experimentalfilm.